# Міжнародні конгреси (в галузі освоєння надр Землі)
Міжнародні конгреси (в галузі освоєння надр Землі), (рос. конгрессы международные, англ. International congresses, нім. Internationale Kongreβe m pl, Weltkongresse m pl) — започатковані в кінці XIX ст. для:
- геології (див. Міжнародний геологічний конгрес),
- гірничої справи (див. Світовий гірничий конгрес),
- видобутку нафти і газу (див. Світовий нафтовий конгрес, Світовий газовий конгрес),
- торфу (див. Міжнародний торфовий конгрес),
- первинної переробки твердих корисних копалин (див. Міжнародний конгрес зі збагачення корисних копалин, Міжнародний конгрес зі збагачення вугілля),
- а також з провідних наук. дисциплін (Міжнародний конгрес з маркшейдерської справи та інш.).

Мають одноманітну організаційну структуру: пленарний орган (конгрес, сесія), в якому представлені всі держави-члени; виконавчий орган (рада, оргкомітет), що складається з обмеженої кількості членів, секретаріат. Конгреси (сесії) проводяться звичайно 1 раз за 2-4 роки. На них розглядаються доповіді з гол. проблемних напрямків, випускаються тези, організуються виставки, спец. екскурсії. Проведення конгресів (сесій) супроводжується присудженням іменних премій.